# Aeroportul Gävle-Sandviken
Aeroportul Gävle-Sandviken (IATA: GVX, ICAO: ESSK) este un aeroport din Comuna Gävle, Regiunea Gävleborg, Suedia ce deservește zona Gävle. A fost deschis în 1971.
Situat la o altitudine de 68 m, aeroportul dispune de o singură pistă.